# پرس شیشه
پرس شیشه (به انگلیسی: glass pressing) یکی از روش‌های ساخت و تولید قطعات شیشه‌ای است. به قطعهٔ تولید شده طی این فرایند، شیشه فشرده (به انگلیسی: pressed glass) می‌گویند. این یک فرایند بسیار پر کاربرد در صنعت است. از این روش تولید قطعات شیشه‌ای، برای ساخت قطعاتی مانند بشقاب‌ها ظروف پخت و پز، لنزها و عدسی‌ها، لنز چراغ جلوی اتومبیل‌ها و موارد مشابهی که سطح نسبتاً صاف دارند، استفاده می‌شود. البته ظروف و لیوان‌های طرح‌دار نیز با این روش تولید می‌شوند. (شکل ۱: نمونه‌ای از لیوان طرح برجسته تولید شده به روش پرس شیشه)
پرس شیشه فرایند ساده و ارزان قیمتی است که نتایج شگفت‌انگیزی به همراه دارد. در فرایند ریخته‌گری شیشه تنها می‌توانیم یک طرف محصول را طرح بدهیم اما طی فرایند پرس شیشه، می‌توانیم دو طرف قطعه را نقش‌دار کنیم. پرس شیشه یک فرایند قالب‌گیری دو قسمتی است. یک ضلع نر و یک ضلع ماده. مذاب شیشه در ضلع ماده قالب قرار گرفته و ضلع نر، با فشاری که توسط پیستون تأمین می‌شود، روی مذاب و ضلع ماده فشرده شده و مذاب را به شکل مورد نظر درمی‌آورد (شکل ۲: شمای فرایند انجام شده در پرس شیشه).

شیشه پرس شده را می‌توان از شیشه‌های تراش دستی متمایز کرد. تفاوت آن‌ها در این است که شیشه فشرده دارای لبه‌های صاف، درزهای قالب (البته این درزها اغلب با پرداخت از بین می‌روند) و سطح دقیق و منظم (کیفیت سطحی بالا) است.
فرآیند پرس شیشه، هم‌چنین در ترکیب با فرآیند باد کردن (به انگلیسی: Blowing) کاربرد دارد. به فرآیند حاصل، پرس و باد کردن (به انگلیسی: Press and blow) می‌گویند. روش انجام آن به این صورت است که ابتدا طی فرآیند پرس، دهانه‌ی قطعه را شکل می‌دهند. سپس با دمیدن هوا به درون آن، قطعه باد کرده و شکل قالب را به خود می‌گیرد. از این رو می‌توانیم قطعاتی با ضخامت کم تولید کنیم. از این فرآیند برای تولید محصولاتی مانند بطری شیشه‌ای، گلدان و ... با دهانه‌ی گشاد استفاده می‌شود. در شکل 3، شمای ساده‌ای از انجام این فرآیند را مشاهده می‌کنید.

## تهیه شیشه مذاب
ماده اصلی تشکیل دهنده شیشه، سیلیکا (اکسید سیلیسیم {\displaystyle {\ce {SiO2}}}) است که برخی افزودنی‌ها به آن اضافه می‌شوند. برای مثال می‌توان به موارد زیر اشاره کرد:
کاهش دمای ذوب شیشه: اکسید سدیم ({\displaystyle {\ce {Na2O}}})، اکسید قلع ({\displaystyle {\ce {PbO}}})، اکسید پتاسیم ({\displaystyle {\ce {K2O}}})
تنظیم‌کننده خواص (تنظیم ویسکوزیته، استحکام و …): اکسید کلسیم ({\displaystyle {\ce {CaO}}})، اکسید آلومینیوم ({\displaystyle {\ce {Al2O3}}})
رنگ‌دهنده: اکسید عناصر واسطه با زیرلایه الکترونی 3d4f مانند: تیتانیم، وانادیم، مس و …
علاوه بر این‌ها، پودرهایی به مذاب اضافه می‌کنند که به تخلیه حباب گازها از درون مذاب شیشه کمک می‌کنند. در صورتی که این گازها درون مذاب بمانند و به همراه آن منجمد شوند، باعث تمرکز تنش در شیشه شده و با ضربه کوچکی شیشه خرد می‌شود. این پودرها عبارتند از: پتاسیم نیترات ({\displaystyle {\ce {KNO3}}}) و سدیم کلرید ({\displaystyle {\ce {NaCl}}})

## تهیه مادهٔ خام (سیلیکا)
1. شست و شو (به انگلیسی: washing): سیلیکا به جهت جداسازی رس و دیگر آلودگی‌ها شسته می‌شود.
2. الک کردن (به انگلیسی: classifying): دانه‌های ریز سیلیکا را الک می‌کنند تا به ابعاد تقریباً یکسان برسد. ابعاد مطلوب دانه‌های سیلیکا جهت تهیه مذاب شیشه، ۰٫۱ تا ۰٫۶ میلی‌متر است.
3. اضافه سازی (به انگلیسی: addition): موادی که در قسمت "تهیه شیشه مذاب" اشاره شد را به دانه‌های سیلیکا اضافه می‌کنند.
4. ذوب کردن (به انگلیسی: melting): ترکیب حاصل را به درون کوره‌های ذوب ریخته و شیشه مذاب تهیه می‌شود.[۳]

## انواع کوره ذوب شیشه
- کوره قوس الکتریکی: شعله آتش به صورت مستقیم بر سطح جامد وارد می‌شود. این نوع از کوره، قیمت پایینی دارد اما قابلیت کنترل دما ندارد و دمای ماده، یکنواخت نیست.[۳]
- کوره الکتریکی: با گذر جریان الکتریکی، به دلیل مقاومت در سیم‌ها، دما بالا می‌رود. در این روش، کنترل بالایی بر دما داریم اما هزینه بالایی دارد و سرعت ذوب پایین است.[۳]
- کوره پیوسته: کوره‌ای بسیار بزرگ که برای فرآیندهای پیوسته استفاده می‌شود. بدین صورت که همواره در حال کار است و به‌طور مداوم شیشه مذاب تولید می‌شود. روش ذوب در این کوره نیز، اعمال مستقیم شعله است.[۳]

## پیشینه
حدود سال ۵ قبل از میلاد مسیح، شیشه توسط مصری‌ها در قالب‌های باز ریخته‌گری می‌شد. اما تا قرن نوزدهم، شیشه سازان فرا نگرفتند که چگونه شیشه را با فشار دادن شکل دهند. استفاده از پیستون شیشه‌سازان را قادر می‌سازد تا شیشه ضخیم و مذاب را قبل از جامد شدن به سرعت در سراسر قالب پخش کنند و در نتیجه این امکان را برای آن‌ها فراهم آورد تا شیشه را به اشکال پیچیده با طرح‌های استادانه درآورند. اولین ماشین پرس شیشه تجاری در سال ۱۸۲۵ توسط جان پی بیکول (به انگلیسی: John P. Bakewell) از ایالات متحده ساخته شد که جهت ساخت و تولید دستگیره‌های مبلمان از آن استفاده کرد.
اختراع این دستگاه به سرعت منجر به تولید انبوه ظروف شیشه‌ای شد و هزینه تولید آن‌ها را بسیار کاهش داد. فرایند پرس به تنها عامل مهم در مقرون به صرفه کردن ظروف شیشه‌ای برای استفاده روزمره تبدیل شد. در واقع قبل از آن، فرایند تولید قطعات شیشه‌ای به قدری پر هزینه بود که برای مصرف روزمره در زندگی، صرفه اقتصادی نداشت (با توجه به این مورد که استحکام شیشه پایین است و با کوچک‌ترین ضربه‌ای، خرد می‌شود).
در سال ۱۸۲۷ دمینگ جاروز (به انگلیسی: Deming Jarves) از شرکت بوستون و ساندویچ شیشه در ساندویچ، ماساچوست، شروع به تولید ظروف شیشه‌ای تزئین شده با الگوهای توری، ترکیبی بسیار پیچیده از نقاط، دایره‌ها، الماس‌ها، برگ‌ها و حلقه‌هایی کرد که تمام سطح اجناس شیشه‌ای را پوشانده بود. این نقوش توری تا آنجایی که با تکنیک‌های سنتی‌تر برش و حکاکی تولید نمی‌شد، منحصر به تکنیک جدید پرس بودند.
شیشه فشرده در انگلستان نیز تولید می‌شد. اولین دستگاه پرس شیشه در انگلیس، توسط فردی به نام ریچاردسون (به انگلیسی: W.H.P. Richardson) در سال ۱۸۳۳ در استوربریج نصب شد. از آن جا فناوری پرس شیشه به سایر نقاط انگلستان و قاره اروپا نیز گسترش یافت. شیشه فشرده اروپایی، که با طرح توری به نام «پوست مار» مشخص می‌شود، به اندازه انواع آمریکایی تزئین شده بود. شیشه چخماق با کیفیت خوب به‌ طور انحصاری تا اواسط دهه ۱۸۶۰ استفاده می‌شد، زمانی که یک شیشه سودا-آهکی ارزان‌تر اما شکستنی‌تر معرفی شد. امروزه از پرس شیشه در سرتاسر جهان برای تولید تمامی ظروف شیشه‌ای معمولی استفاده می‌شود.